# Inkarnation
Als Inkarnation (lat. incarnatio,  „Fleischwerdung“) wird in der Religion die Menschwerdung („Fleischwerdung“) einer Gottheit oder einer präexistenten Seele bezeichnet.
Folgende Religionen kennen eine inkarnierte Gottheit:
- das Christentum, siehe Menschwerdung Gottes;
- der Mahayana-Buddhismus, in dem die Inkarnation eine menschgewordene Manifestation einer göttlichen Wesenheit darstellt, die sich – zumindest im tibetischen Buddhismus – häufig noch in linearer Abfolge reinkarniert, also in aufeinanderfolgenden Wiedergeburten erscheint. Eine der bekanntesten dieser Inkarnationslinien stellen die Dalai Lamas, die Panchen Lamas und Karmapas dar.
- im Hinduismus in der  Lehre vom Avatara. Der bekannteste Avatar nach dieser Lehre ist Krishna.
- in der Lehre der Ahl-e Haqq

Daneben gibt es religiöse Lehren, nach denen die Seelen der Menschen präexistent sind und einmalig oder mehrfach inkarnieren können:
- Präexistenzlehre des Kirchenvaters Origines
- Reinkarnation

## Andere Fachbereiche
In der Informatik wird der Begriff Inkarnation verwendet für den Aufruf einer Funktion und der damit einhergehenden Realisierung aktueller Parameter, lokaler Variablen sowie der Rücksprungadresse auf dem Stack.